# Any Fule Kno That
„Any Fule Kno That“ je písní od anglické rockové skupiny Deep Purple. Poprvé byla vydána na jejich albu Abandon z roku 1998. Zpěvák Ian Gillan se zde blíží k mluvenému slovu, podobně jako u rapu. V textu této písně je také výjimečně použit vulgarismus, v tomto případě slovo „shit“. Nezvyklý název písně pochází z knih Nigela Moleswortha.